# نور پهلوی
نور پهلوی (زادهٔ ۱۴ فروردین ۱۳۷۱)، مدل ایرانی-آمریکایی است. وی فرزند رضا پهلوی و یاسمین پهلوی است.
نور، نخستین عضو دودمان پهلوی است که پس از خروج خانواده‌اش از ایران به دلیل انقلاب  ۱۳۵۷ در خارج از ایران، متولد شد.

## تبار و خانواده
نور پهلوی در ۱۴ فروردین ۱۳۷۱ خورشیدی در واشینگتن، دی.سی. به دنیا آمد. پدر او رضا پهلوی، ولیعهد پیشین ایران در دوره پهلوی، و مادرش یاسمین پهلوی است. نور دو خواهر کوچک‌تر به نام‌های ایمان و فرح دارد. او در سال ۲۰۱۴ از دانشگاه جرج‌تاون در مقطع لیسانس روان‌شناسی فارغ‌التحصیل شد و در حال حاضر دانشجوی مدیریت ارشد کسب‌وکار در دانشگاه کلمبیا است.
نور پهلوی در حال حاضر در شهر نیویورک، ایالت نیویورک زندگی می‌کند.

## حرفه
نور پهلوی به عنوان مدیر جمع‌آوری سرمایه و روابط سرمایه‌گذاران در یک بنگاه معاملات ملکی تجاری و همچنین مشاور صندوق سرمایه‌گذاری غیرانتفاعی اکیومن کار می‌کند او مدل لباس میسا لس آنجلس (MISA Los Angeles) استو در هارپرز بازار ظاهر شد. همچنین در ماه ژوئن ۲۰۱۷، او در ماری کلر ظاهر شد. همچنین وی درپی دفاع از حقوق بشر و همچنین علیه نظام جمهوری اسلامی ایران بیانیه‌هایی منتشر می‌کند.